# Кинаст, Роман
Ро́ман Ки́наст (нем. Roman Kienast; 29 марта 1984, Зальцбург, Австрия) — австрийский футболист, нападающий.

## Карьера

### Клубная
Воспитанник футбольных школ клубов «Фёзендорф» и венского «Рапида», в котором и начал профессиональную карьеру в 2002 году и играл вплоть до 2006 года, став за это время вместе с командой чемпионом Австрии в 2005 году, а затем, в том же году, и участником группового турнира Лиги чемпионов. Всего за «Рапид» сыграл 55 матчей и забил 3 мяча в ворота соперников. С июля по сентябрь 2004 года на правах аренды выступал за «Райндорф», проведя в его составе 6 матчей и забив 4 мяча.
В марте 2006 года на правах аренды перешёл в норвежский клуб «Хам-Кам», который в итоге выкупил его трансфер. В конце июля 2008 года был отдан в аренду «Хельсингборгу». Должен был заменить Разака Омотойосси, но не оправдал ожиданий. В марте 2009 года отказался от выгодного предложения южнокорейского клуба. В сезоне-2008 «Хам-Кам» выбыл из Типпелиги в первый дивизион, а в сезоне-2009 выбыл во второй дивизион. После этого Кинаст покинул клуб и в январе 2010 года перешёл в «Штурм» из Граца на правах свободного агента, подписав контракт сроком на полгода. Дебютировал в составе «Штурма» 10 февраля 2010 года в матче Кубка Австрии против «Ред Булла» из Зальцбурга, забил гол в этой игре.

### В сборной
Выступал за юношеские и молодёжную сборные. В составе главной национальной сборной Австрии дебютировал 13 октября 2007 года в товарищеском матче со сборной Швейцарии, а первый мяч забил 27 мая 2008 года в товарищеском матче со сборной Нигерии. Участник чемпионата Европы 2008 года, на котором сыграл во всех 3-х матчах команды в группе.

## Достижения
- Чемпион Австрии: 2004/05, 2012/13